# Џек Макги
Џек Макги (енгл. Jack McGee; рођен 2. фебруара 1949, Бронкс, Њујорк), амерички је позоришни, филмски и ТВ глумац.
Напустио је занимање ватрогасца у ватрогасној јединици града Њујорка како би остварио свој сан о глуми. Преселио се у Холивуд 1986. и учествовао у разним филмовима, укључујући Ниске страсти (1992), Смртоносно оружје 2 (1992), Потрага (1996), Боксер (2010), Формула успеха (2011) и Гангстерски одред (2012).